# 赤いくらげ
赤いくらげ（あかいくらげ）は2014年結成の日本のスリーピース・ロックバンド。

## メンバー
- 夏生（ギター、ボーカル、千葉県出身、9月5日生まれ）

バンド活動の他に弾き語りを行っている。
- まつな（ベース、コーラス、沖縄県出身、11月26日生まれ)

赤いくらげの活動と並行してヤジマXEAST、ソンソン弁当箱のサポートも行なっている。
- しげる（豊田 茂　ドラム、コーラス、長崎県出身、12月11日生まれ)

赤いくらげの活動の他に、つしまげる・ベルノバジャムズとしても活動しているex.嘘つきバービー。

## 来歴
mixiの嘘つきバービーコミュニティで意気投合した夏生とまつなを中心に2014年4月に結成。同年6月に初ライブ。
数度のメンバーチェンジ後2018年9月にMORIが脱退。同年10月よりしげるがサポートを開始し、2019年に正式加入。
オーディションライブを勝ち抜き2019年9月5、6日にカナダで行われたフェスイベントEnvol et Macadamに出演。
2024年10月、ラフォーレ原宿B0.5F愛と狂気のマーケット＋DA.YO.NEブースにて1ヶ月間個展を開催。
現在、都内を中心にライブ活動を行なっている。

## ディスコグラフィ
| 発売日         | タイトル             | 規格品番  | 収録曲 |
| -------------- | -------------------- | --------- | --- |
| 2015年6月26日  | 始まりりお終         |           | 1. 始まり 2. 砂の山 3. クレイジーマシン 4. 人間様 5. 化粧 6. 終わり                                                                                        |
| 2016年4月9日   | 赤い錠剤             |           | 1. 地獄 2. 猿 3. どうしましょ？ 4. ii国 5. 砂の山 6. 赤い錠剤                                                                                              |
| 2016年12月10日 | 回回回(ぐるぐるぐる) |           | 1. だんだんいない 2. ジオラマ 3. void(0) |
| 2018年4月4日   | 赤裸々               | RICD-1024 | 1. クレイジーマシーン 2. カバ 3. 猿 4. アイデア 5. 鳴らないガガ 6. 嘘つき 7. 砂の山 8. 愛情 9. ジオラマ 10. わがまま 11. 赤い錠剤 12. どうしましょ？(live) |
| 2020年4月8日   | Voice                | KIN-1001  | 1. ファッションミュージック 2. コンピューター 3. 海海は東 4. 青 5. よじれる 6. YES NO YES 7. 404error 8. ダメージ100000000 9. やりたいことできないな。     |
| 2022年11月2日  | ラッキーアイテム     | KIN-1002  | 1. 傷 2. ドリップ 3. リラックス 4. 丸罰遊び 5. ものたりない 6. カバ 7. 人生 8. 愛情                                                                        |
| 2024年6月8日   | 回転世界             |           | 1. VS 2. 名無しちゃん 3. わがまま 4. ボイス 5. わんにゃんランド 6. x 7. 点々                                                                               |

## ミュージック・ビデオ
| 監督                       | 曲名             |
| 上原俊                     | 「ジオラマ」     |
| 丸山太郎                   | 「アイデア」     |
| 緑いいるか                 | 「よじれる」     |
| 緑いいるか                 | 「Yes No Yes」   |
|                            | 「愛情 」        |
| GUY                        | 「ドリップ」     |
| カジカ哲平(ソンソン弁当箱) | 「VS」           |
|                            | 「名無しちゃん」 |
| 長棟航平                   | 「ボイス」       |

## ライブ
ワンマンライブ、ツアー、自主企画
- 2015年06月26日、赤いくらげレコ発企画「始まりりわ終」
- 2016年04月09日、赤いくらげレコ発企画「赤い錠剤」
- 2016年12月10日、赤いくらげ3thアルバム レコ発企画「回回回」[10]
- 2017年02月26日、極凍ライオット
- 2017年07月02日、 三軒茶屋HEAVEN’SDOOR×赤いくらげ共同企画 極凍ライオットvol.2[11]
- 2017号11月26日、極凍ライオットvol.3
- 2018年04月07日〜06月30日、フルアルバム「赤裸々」リリースツアー
- 2018年08月05日、赤いくらげ企画スリーマン「変幻自祭」
- 2018年09年08日、夏生生生生生生生生生生生生生生生生生生生生生生生生誕祭
- 2018年10月27日、悶々だもん！！
- 2018年12月22日、ピーーー！！！！デンジャーウルトラミラクルスーパーmen&women全員集合！！[12]
- 2019年06月02日、赤いくらげスペシャル企画「げるしー加入記念日」
- 2019年08月31日、赤いくらげ×ソンソン弁当箱 共同企画「VARE TUDO」東京編
- 2019年12月14日、赤いくらげ×ソンソン弁当箱 共同企画「VARE TUDO」仙台編
- 2019年12月15日、赤いくらげワンマンライブ
- 2020年08月10日、赤いくらげワンマンライブ
- 2022年12月07日〜2023年01月09日、ラッキーアイテムツアー2022
- 2023年04月07日、くらげまみれ
- 2024年01月28日、「START TO 25」～くらげまみれ～in大阪[13]
- 2024年06月08日、“赤いくらげ10周年記念ワンマン　スイートテン・ダイヤモンド～10年前より、君が好き。～” 赤いくらげ -oneman-[14]
- 2024年06月08日〜07月28日、赤いくらげ10周年記念ツアー
- 2024年09月06日、夏生生生生生生生誕祭[15]
- 2024年11月23日、赤いくらげ企画「まつな生誕祭」
- 2024年12月08日、赤いくらげワンマンライブ「スイートテン・ダイヤモンド～11年目に向けて、贈ります。」[16]
- 2025年03月12日、赤いくらげ感謝御礼ワンマン
- 2025年03月29日、3混ぜ3
- 2025年06月08日〜27日、赤いくらげタイマンツアー”喧嘩上等”

### 出演イベント
- 2014年07月18日、FIREBIRD presents No Factory[17]
- 2014年08月23日、チビ×ロットン企画 「Hot Banana」[18]
- 2017年02月18日、リビドーと悪魔2ndE.P「Devil’s circle」リリースパーティー[19]
- 2017年10月27日、純情マゼラン ツアーファイナル- SINMAD HALLOWEEN ~僕らの七日間戦争　DAY3[20]
- 2017年11月25日、 暗黙のストライカーズ Presents「狂乱日和 Vol.4」[21]
- 2017年12月10日、ロットン瑠唯 お誕生日会[22]
- 2017年12月28日、Beat Happening!渋谷BEST PANIC![23]
- 2017年12月31日〜2018年01月01日、 Smash your Brain! 2017→2018 kurukuru party?![24]
- 2018年02月04日、蘇’生児sausage[25]
- 2018年04月06日、エクストロメ(by disk union)×デスコ（Deathco by ATSUSHI KANEKO）presents 『デスコトロメ!!!』[26]
- 2018年06月29日、ぼくたちのいるところ。主催イベント 新世紀到来！寝ているだけの国Vol.2〜大阪[27]
- 2018年08月31日、KING BROTHERS NEW ALBUM"WASTELAND"RELEASE EVENT[28]
- 2018年11月25日、THIS IS SIM-MATSUDO『GOTTA 2018』DAY2[29]
- 2019年01月19日、匿名希望×大塚MEETS presents「集れ」[30]
- 2019年06月26日、PLANETRIX 日本大会決勝 2019[31]
- 2019年07月06日、つしまみれ20周年20本ツアー[32]
- 2019年07月15日、 Very Ape企画「戦慄のオルタナティブ地獄 vol.16」[33]
- 2019年08月29日、LIMEX FANG[34]
- 2019年11月23日、THIS IS SHIM-MATSUDO GOTTA! 2019 DAY1[35]
- 2022年05月07日、JAM FES 2022[36]
- 2022年06月02日、 極東化楽天 vol.3[37]
- 2022年11月12日、Boiler陸亀 presents 龜フェス2022[38]
- 2023年10月28日、 武蔵野音楽祭[39]
- 2023年11月09日、純情マゼラン 1st Full Album 「酔興」Release party[40]
- 2023年12月04日、年末摩訶不思議遊戯[41]
- 2024年02月12日、バレンタインサーキット！ちょこフェス2024！9周年スペシャル！[42]
- 2024年02月24日、武蔵野音楽祭蓮の音カーニバル2024[43]
- 2024年03月03日、雌猫乱心！戦慄の雛祭り[44]
- 2024年03月08日、WIPE OUT TOKYO vol.4[45]
- 2024年04月04日、ア・ツ・イ・春!![46]
- 2024年08月28日、CLUB Que 30th ANNIVERSARY SPECIAL 3DAYS SERIES[TWICE THE FUN] ～「ジェットボーイジェットガール」release tour!! JET BOY JET GIRL -DOLLS JACK CLUB Que 3Days!!- DAY1～[47]
- 2024年09月05日、「秋の地獄にエーテルを」[48]
- 2024年09月29日、WtB presents ビッチフェス2024[49]
- 2024年10月05日、武蔵野音楽祭 蓮の音カーニバルプレミアム2024秋[50]
- 2024年11月28日、つしまみれPresents 「くらげまみれ vol.2」[51]
- 2025年02月05日、385と赤いくらげのツーマンライブ[52]
- 2025年03月01日、見放題東京2025[53]
- 2025年03月02日、Delicious Meet 〜60分のフルコース〜[54]
- 2025年03月20日、つしまみれ企画 外タレまみれツアー2025 day1[55]
- 2025年08月24日、 WILD BUNCH FEST. 2025[56]
- 2025年08月28日、 アイリフドーパと赤いくらげ ツーマンライブ[57]
- 2025年09月23日、 TOKYO CALLING 2025